# Ze kent mij
Ze kent mij is een single van de Nederlandse zanger Snelle in samenwerking met zangeres Yade Lauren uit 2019. Het stond in hetzelfde jaar als eerste track op het album Vierentwintig van Snelle.

## Achtergrond
Ze kent mij is geschreven door Ramon de Wilde, Lars Bos, Jay van Ommeren en Yade Clevers en geproduceerd door Avenue. Het is een nederpoplied dat een liefdesverklaring is. In het lied wordt bezongen door Snelle dat zijn geliefde hem "kent". Hiermee wordt bedoeld dat zij hem volledig begrijpt wie hij is, zoals geen ander dat kan doen. Het is het eerste nummer waarin Snelle en Lauren met elkaar samenwerken. In de videoclip acteren de artiesten zelf als een koppel. De single heeft in Nederland de platina status.

## Hitnoteringen
De artiesten hadden met het lied succes in Nederland en in mindere mate in België. In de Nederlandse Single Top 100 kwam het tot de vijfde plaats en was het 29 weken te vinden. De piekpositie in de Nederlandse Top 40 was de negentiende plek. Het stond negen weken lang in deze hitlijst. In België werd de Vlaamse Ultratop 50 niet gehaald, maar er was wel een notering in de Ultratip 100; de 29e plaats.